# Hopkinton (Nuevo Hampshire)
Hopkinton es un pueblo ubicado en el condado de Merrimack en el estado estadounidense de Nuevo Hampshire. En el Censo de 2010 tenía una población de 5.589 habitantes y una densidad poblacional de 47,79 personas por km².

## Geografía
Hopkinton se encuentra ubicado en las coordenadas 43°12′14″N 71°41′53″O / 43.20389, -71.69806. Según la Oficina del Censo de los Estados Unidos, Hopkinton tiene una superficie total de 116.96 km², de la cual 112.33 km² corresponden a tierra firme y (3.95%) 4.62 km² es agua.

## Demografía
Según el censo de 2010, había 5.589 personas residiendo en Hopkinton. La densidad de población era de 47,79 hab./km². De los 5.589 habitantes, Hopkinton estaba compuesto por el 97.67% blancos, el 0.29% eran afroamericanos, el 0.13% eran amerindios, el 0.57% eran asiáticos, el 0.05% eran isleños del Pacífico, el 0.09% eran de otras razas y el 1.2% pertenecían a dos o más razas. Del total de la población el 0.98% eran hispanos o latinos de cualquier raza.